# Rábasebes
Rábasebes é um município da Hungria, situado no condado de Győr-Moson-Sopron. Tem 5,39 km² de área e sua população em 2015 foi estimada em 54 habitantes.